# Staszk
Staszk (Sdaske, Staske, Staski, Staszki, Stoske, Stosske, Brochwicz odmienny, błędnie - Stocki) – herb szlachecki używany przez rodzinę osiadłą na Pomorzu. Herb własny rodziny Staszków, odmiana herbu Brochwicz.

## Opis herbu
Opis z wykorzystaniem klasycznych zasad blazonowania:
W polu pół jelenia ze zgiętą lewą nogą, wyskakującego z lewego boku tarczy. Klejnot: nad hełmem bez korony dwa rogi jelenie. Labry. Barwy nieznane

## Najwcześniejsze wzmianki
Herb taki pojawił się po raz pierwszy na mapie Pomorza autorstwa Lubinusa z 1618 roku, a następnie w pracy genealogicznej Elzowa (Pommerscher Adelsspiegel, 1685). Wymienia go także Emilian Szeliga-Żernicki (Der polnische Adel, 1900, Die polnischen Stammwappen) 

## Herbowni
Staszk (Sdaske, Sdaski, Sdasske, Stasch, Staschen, Staschken, Staske, Staski, Staskowski, Staszki, Staszkie, Staszkowski, Stoschke, Stoske, Stosske, błędnie Starschke, Starzinski, Stocki). Być może rodzina używała także odmiejscowego nazwiska Bergański, Bargański, Barganzki, Bergenski, Bergeński, Bergensin.

### Rodzina Staszk
Nazwisko Staszk nosili drobni pankowie kaszubscy, które pochodzi od imienia Stanisław. Ich gniazdem było Bargędzino, które jest odwieczną własnością rycerską. W roku 1527 część tej wsi była w rękach niejakich Sdasken. Z tej rodziny lenno na swej części potwierdzono dla Gregera Sdaske w 1575 roku i dla Hansa Sdaske w 1602 roku. Kolejne potwierdzenia tego lenna otrzymywali Staszkowie w 1608, 1618 i 1621 roku. Członkiem rodu mógł być Walenty Staszkowski, sługa i pełnomocnik starosty kościerskiego Dymitra Wejhera, wymieniany w 1623 roku. Staszkowie otrzymali dziedziczne prawo własności swojego działu po włączeniu ziemi lęborskiej do Polski w 1648 roku, zaś 10 lat później Peter Stachsen przysięgał wierność elektorowi brandenburskiemu. Na początku XVIII wieku często wymieniano Jakuba Staszka. Jeszcze w 1738 roku dział w Bargędzinie należał do rodu Staszków, ale po tym roku nie występowali już w źródłach, zapewne wygaśli.